# Гомес Аддамс
Гомес Аддамс (англ. Gomez Addams) — вымышленный персонаж во франшизе «Семейка Аддамс». Муж Мортиши Аддамс, отец Уэнсдей, Пагсли и Пуберта.

## История
Персонаж был создан карикатуристом Чарльзом Аддамсом в 1933 году для серии газетных комиксов «Семейка Аддамс». В этих комиксах ни у кого из членов семьи не было имён, их характеры не были развиты в деталях. Только в сценарии первого телесериала, написанном в 1963 году на основе комиксов, у главы семьи Аддамс появилось имя — Гомес. Это эксцентричный миллиардер испанского происхождения с пышными усами, гимнаст, фехтовальщик, курильщик сигар, страстный поклонник своей жены Мортиши, увлекающийся разрушением игрушечных поездов.

## В фильмах и сериалах
Телевидение
- «Семейка Аддамс» (телесериал 1964—1966 годов, выходивший на ABC) — Джон Эстин
- «Семейка Аддамс» (мультсериал 1973 года, выходивший на NBC) — озвучивал Ленни Уэйнриб
- «Хэллоуин с новой семейкой Аддамс» (телефильм 1977 года) — Джон Эстин
- «Семейка Аддамс» (мультсериал 1992—1993 годов, выходивший на ABC) — озвучивал Джон Эстин
- «Новая семейка Аддамс» (телесериал 1998—1999 годов, выходивший на Fox Family) — Глен Таранто
- «Уэнздей» (сериал 2022 года, вышедший на стриминг-сервисе Netflix) — Луис Гусман

Кино
- «Семейка Аддамс» (полнометражный фильм 1991 года) — Рауль Хулия
- «Семейные ценности Аддамсов» (полнометражный фильм 1993 года) — Рауль Хулия
- «Воссоединение семейки Аддамс» (полнометражный фильм 1998 года, вышедший сразу на видео и не связанный с предыдущими фильмами) — Тим Карри
- «Семейка Аддамс» (полнометражный мультфильм 2019 года) — озвучивал Оскар Айзек
- «Семейка Аддамс: Горящий тур» (полнометражный мультфильм 2021 года) — озвучивал Оскар Айзек.